# Клифърд, голямото червено куче
„Клифърд, голямото червено куче“ (на английски: Clifford the Big Red Dog) е приключенска комедия от 2021 година на режисьора Уолт Бекер, базиран на едноименната поредица книги, написани от Норман Брайдуел, във филма участват Джак Уайтхол, Дарби Камп, Тони Хейл, Сиена Гилъри, Дейвид Алън Гриър, Ръсел Уонг, Кинън Томпсън и Джон Клийз. Филмът се посещава в памет на Ричард Робинсън, бившият главен изпълнителен директор на компанията Scholastic, който почина на 5 юни 2021 г.
Филмът е неочаквано екранизиран на 26 август 2021 г. по време на събитието CinemaCon в Лос Анджелис. Първоначално е насрочен да бъде пуснат премиерно във Филмовия фестивал на Торонто през септември 2021 г., за да бъде последван от театрално издание в Съединените щати на 17 септември, след като е отменен по време на пандемията от COVID-19 от Paramount Pictures. Филмът е самостоятелно пуснат театрално и дигитално на Paramount+ на 10 ноември 2021 г. в Съединените щати, и получи смесени отзиви от критиците, който спечели 107 млн. долара с бюджет от 64 млн. долара. Продължението е в разработка.

## Актьорски състав
| Актьор               | Роля                                                              |
| -------------------- | ----------------------------------------------------------------- |
| Джак Уайтхол         | Кейси Портър                                                      |
| Дарби Камп           | Емили Елизабет Хауърд                                             |
| Тони Хейл            | Зак Тиърнън                                                       |
| Сиена Гилъри         | Маги Хауърд                                                       |
| Дейвид Алън Гриър    | Господин Пакард                                                   |
| Ръсел Уонг           | Господин Ю                                                        |
| Джон Клийз           | Господин Бридуел                                                  |
| Исак Уанг            | Оуен Ю                                                            |
| Кинън Томпсън        | Ветеринарът на Клифърд                                            |
| Товах Фелдшъх        | Госпожа Крулърман, руската съседка на Емили                       |
| Пол Родригез         | Санчез                                                            |
| Ричард Питърс        | Малис                                                             |
| Кийт Еуел            | Господин Джарвис                                                  |
| Миа Рон              | Флорънс, популярното момиче в училището на Емили, която я тормози |
| Хорейшио Санц        | Рол                                                               |
| Роузи Перез          | Лусил                                                             |
| Алекс Мофат          | Албърт                                                            |
| Джесика Кинън Уин    | Колет                                                             |
| Сиобхан Фалън Хоугън | Петра                                                             |

## Продължение
През ноември 2021 г., е обявено, че „Парамаунт Пикчърс“ и „Ентъртейнмънт Уан“ разработват продължение за филма.

## В България
В България филмът е пуснат по кината на 31 декември 2021 г. от „Форум Филм България“.
На 21 август 2022 г. е излъчен по „Ейч Би О“ в неделя от 21:00 ч. Също така е достъпен в стрийминг платформата „Ейч Би О Макс“.
На 23 декември 2023 г. се излъчва премиерно по NOVA в събота от 14:30 ч.

## Синхронен дублаж
| Роля                  | Изпълнител                                                                  |
| --------------------- | --------------------------------------------------------------------------- |
| Емили Елизабет Хауърд | Карина Андонова                                                             |
| Кейси Портър          | Иван Велчев                                                                 |
| Господин Бридуел      | Станислав Пищалов                                                           |
| Оуен Ю                | Елена Грозданова                                                            |
| Флорънс               | Гергана Стоянова                                                            |
| Колет                 | Гергана Стоянова                                                            |
| Госпожа Джарвис       | Гергана Стоянова                                                            |
| Господин Джарвис      | Петър Бонев                                                                 |
| Ветеринарен лекар     | Петър Бонев                                                                 |
| Зак Тиърнън           | Явор Караиванов                                                             |
| Малик                 | Светломир Радев                                                             |
| Полицай               | Светломир Радев                                                             |
| Маги Хауърд           | Мими Йорданова                                                              |
| Господин Пакард       | Георги Стоянов                                                              |
| Господин Ю            | Георги Стоянов                                                              |
| Албърт                | Георги Стоянов                                                              |
| Госпожа Крулърман     | Василка Сугарева                                                            |
| Алонцо                | Константин Лунгов                                                           |
| Лусил                 | Надя Полякова                                                               |
| Други гласове         | Жанет Ангелова Елина Илиева Анатолий Божинов Даниел Кукушев Михаил Недялков |

| Обработка           | Александра Аудио              |
| ------------------- | ----------------------------- |
| Преводач            | Силвия Вълкова                |
| Режисьор на дублажа | Петър Върбанов                |
| Тонрежисьори        | Мартин Станев Пламен Цветанов |